# Kavali (Indien)
Kavali ist eine Stadt im indischen Bundesstaat Andhra Pradesh.
Die Stadt ist Teil des Distrikt Sri Potti Sriramulu Nellore. Kavali hat den Status einer Municipality. Die Stadt ist in 11 Wards (Wahlkreise) gegliedert.

## Demografie
Die Einwohnerzahl der Stadt liegt laut der Volkszählung von 2011 bei 82.336. In der Metropolregion leben 90.099 Einwohner.

## Infrastruktur
Ein Bahnhof verbindet die Stadt mit dem nationalen Schienennetz. Auch ein National Highway führt durch die Stadt.